# Sebastian Bergman
Sebastian Bergman, auch unter dem Langtitel Sebastian Bergman – Spuren des Todes bekannt, ist eine schwedische Filmreihe mit vier Folgen, die vom Filmstudio Tre Vänner produziert wurde, mit Rolf Lassgård in der Hauptrolle als Sebastian Bergman. Die ersten beiden Filme basieren auf den Kriminalromanen der schwedischen Schriftsteller Michael Hjorth und Hans Rosenfeldt, während die dritte und vierte Folge nicht als Roman erschienen sind.

## Handlung
Der Profiler und forensische Psychologe Sebastian Bergman war früher bei der schwedischen Polizei
in dieser Position tätig und galt dort als einer der gefragtesten und gefürchtetsten Ermittler im Polizeidienst. Als ruppiger Profiler war er nicht immer beliebt und hatte als sogenannter Frauenheld mehrere außereheliche Beziehungen. Bei einem Familienurlaub 2004 in Thailand verlor er bei dem Tsunami und Erdbeben im Indischen Ozean seine Frau sowie seine vierjährige Tochter. Anschließend verfiel Bergman in schwere Depressionen und quittierte den Polizeidienst. Außerdem plagten ihn seitdem heftige Alpträume. Jahrelang machte er sich für den Tod seiner kleinen Tochter in Thailand selbst verantwortlich, da er sie beim Tsunami nicht festhalten konnte.
Sebastian Bergman kehrte nach dem plötzlichen Tod seiner Mutter an seinen Heimatort zurück. Durch eine zufällige Begegnung mit dem ehemaligen Kollegen Torkel Höglund und dem jetzigen Leiter der Polizeieinheit „Rikskrim“ erfährt er von einem brutalen Mord an einem Schüler. Nach mehrmaligen nachdrücklichen Bitten und Überredungskünsten darf er als Berater bei der Aufklärung des Verbrechens mithelfen. Bergman muss dabei mit der jungen Polizeiermittlerin Vanja zusammenarbeiten, mit der sich die Kooperation zunächst äußerst schwierig gestaltet, da er von ihr und den anderen Mitarbeitern nicht vollends akzeptiert wird. Während er sich intensiv mit dem Fall beschäftigt, entdeckt er einen alten Brief seiner ehemaligen Geliebten in der Wohnung seiner verstorbenen Mutter. Dadurch erfährt Bergman, dass er eine zweite Tochter aus einer fast vergessenen Beziehung hat. Nach dem Lösen des ersten Falles findet er auch die Adresse seiner ehemaligen Geliebten Karin Andersson heraus, die aber jegliche Klarstellung und den Kontakt zu seinem Kind abwehrt. Da seine junge Kollegin Vanja nachher ebenfalls diese Wohnung aufsucht, stellt er schockiert fest, dass sie seine uneheliche Tochter ist. Bergman behält dies zunächst für sich und sieht wieder einen Sinn in seinem Leben. Langsam beginnt er seine berufliche Karriere wieder aufzubauen.
Kurz darauf geschehen weitere Morde und die Polizei tappt zunächst wiederum im Dunkeln. Bergman kann erneut den Chef der Sondereinheit zu einer Mitarbeit mit ihm überreden und ist dadurch wieder bei den Ermittlungen dabei. Auf Grund der gleichartig ausgeführten Verbrechen deutet alles darauf hin, dass es hier sich um einen Serientäter handelt. Nach einigen Rückschlägen und Hindernissen kann dieser gestellt werden, wobei er seiner Tochter das Leben rettet, da der Täter es auch auf sein persönliches Umfeld abgesehen hatte.

## Besetzung und Synchronisation
Die deutsche Synchronisation entstand unter der Dialogregie von Uwe Gaube durch die Synchronfirma Bavaria Synchron GmbH in Grünwald.
| Rollenname        | Schauspieler        | Folge | Synchronsprecher         |
| ----------------- | ------------------- | ----- | ------------------------ |
| Sebastian Bergman | Rolf Lassgård       | 1.01– | Douglas Welbat           |
| Torkel Höglund    | Tomas Laustiola     | 1.01– | Hartmut Neugebauer       |
| Ursula Andersson  | Gunnel Fred         | 1.01– | Dana Geissler            |
| Vanja Lithner     | Moa Silén           | 1.01– | Solveig Duda             |
| Billy Rosén       | Christopher Wagelin | 1.01– | Hubertus von Lerchenfeld |

## Folgen

### Staffel 1
| Nr. (ges.) | Nr. (St.) | Deutscher Titel               | Originaltitel        | Erstausstrahlung Schweden (SVT 1) | Deutschsprachige Erstausstrahlung (ZDF) | Regie           | Drehbuch                        | Romanvorlage                                 |
| ---------- | --------- | ----------------------------- | -------------------- | --------------------------------- | --------------------------------------- | --------------- | ------------------------------- | -------------------------------------------- |
| 1          | 1         | Der Mann, der kein Mörder war | Den fördömde – Del 1 | 25. Dez. 2010                     | 13. Okt. 2013                           | Daniél Espinosa | Michael Hjorth, Hans Rosenfeldt | Der Mann, der kein Mörder war (Det Fördolda) |
| 2          | 2         | Die Frauen, die er kannte     | Den fördömde – Del 2 | 26. Dez. 2010                     | 20. Okt. 2013                           | Michael Hjorth  | Michael Hjorth, Hans Rosenfeldt | Die Frauen, die er kannte (Lärjungen)        |

### Staffel 2
| Nr. (ges.) | Nr. (St.) | Deutscher Titel       | Originaltitel                | Erstausstrahlung Schweden (SVT 1) | Deutschsprachige Erstausstrahlung (ZDF) | Regie           | Drehbuch                                           | Romanvorlage |
| ---------- | --------- | --------------------- | ---------------------------- | --------------------------------- | --------------------------------------- | --------------- | -------------------------------------------------- | ------------ |
| 3          | 1         | Tod in der Silbermine | Den fördömde – Tredje fallet | 25. Dez. 2013                     | 1. Mai 2016                             | Jörgen Bergmark | Fredrik T. Olsson, Michael Hjorth, Hans Rosenfeldt | –            |
| 4          | 2         | Tod im Kloster        | Den fördömde – Fjärde fallet | 26. Dez. 2013                     | 8. Mai 2016                             | Leif Magnusson  | Karin Gidfors, Michael Hjorth, Hans Rosenfeldt     | –            |

## DVD-Veröffentlichungen
- Staffel 1 erschien am 22. Oktober 2013
- Staffel 2 erschien am 6. Mai 2016

## Kritiken
„Sicherlich wird man diese Buchvorlage nie so ganz exakt umsetzen können. Und doch macht es Spaß, hin und wieder auch beide Welten zu entdecken. Insgesamt findet sich schließlich hier ein guter Krimi, der eine Figur in den Vordergrund stellt, die sehr gut von Rolf Lassgard gespielt wird.“

„… Sämtliche Nebendarsteller arbeiten solide, genauso wie die eingängige Hintergrund [sic!], trotz gelegentlicher Überpräsenz im mittleren Teil des Krimis, dank prägnanter Untermalung essentieller Szenen einen guten Eindruck macht. Das Drehbuch wiederum ist reich an schlüssigen, dennoch schwer vorherzusehenden Wendungen und verknüpft die einzelnen Handlungsfäden mit sicherer Hand. …“